# Moviment 2 de Juny
El Moviment 2 de Juny (M2J) (en alemany: Bewegung 2. Juni, M2J) va ser un grup activista de guerrilla urbana que va operar a Berlín Occidental.
Anomenat així per la mort de l'estudiant Benno Ohnesorg un 2 de juny, el grup principalment va destruir propietats comercials a Berlín. L'operació més significativa va ser el segrest de Peter Lorenz el 1975. Lorenz era el candidat a alcalde de Berlín per la Unió Demòcrata Cristiana d'Alemanya. Els segrestadors van exigir l'alliberament de quatre camarades seus que eren a presó, que van ser enviats a la República Democràtica Popular del Iemen. Lorenz va ser alliberat sa i estalvi l'endemà.
L'M2J va ser un grup aliat de la Fracció de l'Exèrcit Roig (RAF), anomenats pels mitjans de comunicació alemanys com la «banda de Baader-Meinhof», els cognoms de dos dels seus dos fundadors, però l'M2J era ideològicament anarquista i oposat al marxisme de la RAF. A començaments dels anys 1980, el grup es va desbandar i molts membres es van unir a la RAF.